# Закарлюка, Сергей Владимирович
Серге́й Влади́мирович Закарлю́ка (укр. Сергій Володимирович Закарлюка; 17 августа 1976, Никополь, Днепропетровская область — 5 октября 2014, Великобагачанский район, Полтавская область) — украинский футболист, полузащитник. Выступал за сборную Украины.

## Биография
Воспитанник никопольского футбола. Выступал за несколько украинских команд элитного дивизиона, среди них «Днепр» (Днепропетровск), ЦСКА/«Арсенал» (Киев), «Шахтер» (Донецк), «Металлург» (Донецк), «Ильичевец» (Мариуполь) и «Ворскла» (Полтава).
В его активе 9 матчей за национальную сборную Украины. Дебют 21 марта 2002 года в товарищеском матче со сборной Японии.
Лучший бомбардир в истории киевского «Арсенала»/ЦСКА в чемпионатах Украины в элитном дивизионе (47 забитых мячей). Неоднократно становился лучшим бомбардиром сезона в киевском «Арсенале»(1999, 2000, 2001, 2002, 2007 г.г.), в донецком «Металлурге» (2003 г.) и в мариупольском «Ильичевце» (2005 г.).
Трижды входил в списки 33-х лучших футболистов Украины: № 2 — 2001, 2002 и под № 3 в 2004 году.
Является членом символического Клуба имени Александра Чижевского — 356 матчей в элитном украинском дивизионе. Результативный полузащитник долгое время числился кандидатом в члены символического Клуба бомбардиров имени Олега Блохина — 86 забитых мячей в матчах на высшем уровне.
Погиб 5 октября 2014 года в автоаварии, не доехав 20 км до Полтавы. Находившийся за рулём футболист Руслан Левига выжил. Похоронен на Берковецком кладбище.

## Статистика
| Сезон   | Клуб                   | Лига         | Чемпионат | Чемпионат | Кубок | Кубок |
| Сезон   | Клуб                   | Лига         | Игры      | Голы      | Игры  | Голы  |
| ------- | ---------------------- | ------------ | --------- | --------- | ----- | ----- |
| 1993/94 | Днепр (Днепропетровск) | Высшая лига  | 2         | 0         | 1     | 0     |
| 1994/95 | Металлург (Никополь)   | Первая лига  | 24        | 4         | —     | —     |
| 1995/96 | Металлург (Никополь)   | Первая лига  | 17        | 2         | —     | —     |
| 1996/97 | ЦСКА (Киев)            | Высшая лига  | 22        | 1         | 4     | 1     |
| 1997/98 | ЦСКА (Киев)            | Высшая лига  | 25        | 3         | 4     | 1     |
| 1998/99 | ЦСКА (Киев)            | Высшая лига  | 28        | 7         | 3     | 0     |
| 1999/00 | ЦСКА (Киев)            | Высшая лига  | 25        | 7         | 3     | 1     |
| 2000/01 | ЦСКА (Киев)            | Высшая лига  | 23        | 7         | 4     | 0     |
| 2001/02 | ЦСКА (Киев)            | Высшая лига  | 12        | 5         | 4     | 1     |
| 2001/02 | Металлург (Донецк)     | Высшая лига  | 11        | 2         | 2     | 0     |
| 2002/03 | Металлург (Донецк)     | Высшая лига  | 29        | 9         | 5     | 1     |
| 2003/04 | Шахтёр                 | Высшая лига  | 4         | 0         | 2     | 0     |
| 2003/04 | Ильичёвец              | Высшая лига  | 10        | 2         | —     | —     |
| 2004/05 | Ильичёвец              | Высшая лига  | 29        | 12        | 2     | 0     |
| 2005/06 | Ильичёвец              | Высшая лига  | 1         | 0         | —     | —     |
| 2005/06 | Металлург (Донецк)     | Высшая лига  | 22        | 2         | 1     | 0     |
| 2006/07 | Арсенал (Киев)         | Высшая лига  | 24        | 6         | —     | —     |
| 2007/08 | Арсенал (Киев)         | Высшая лига  | 27        | 5         | 2     | 0     |
| 2008/09 | Арсенал (Киев)         | Премьер-лига | 25        | 2         | 1     | 0     |
| 2009/10 | Арсенал (Киев)         | Премьер-лига | 18        | 4         | 0     | —     |
| 2010/11 | Арсенал (Киев)         | Премьер-лига | 9         | 1         | 3     | 0     |
| 2011/12 | Ворскла                | Премьер-лига | 9         | 0         | 0     | 0     |
| 2011/12 | Полтава                | Вторая лига  | 3         | 0         | 0     | 0     |

## Достижения

### Командные
- Серебряный призёр чемпионата Украины: 2003/04
- Бронзовый призёр чемпионата Украины (2): 2001/02, 2002/03
- Обладатель Кубка Украины: 2003/04
- Финалист Кубка Украины: 2000/01

### Личные
- Член символического Клуба имени «Александра Чижевского» — 356 матчей в элитном дивизионе.
- Член бомбардирского Клуба Сергея Реброва: 75 голов
- Входил в списки 33-х лучших футболистов Украины (3): № 2 — 2001, 2002 и под № 3 в 2004 году.